# Juventus Football Club 2009-2010
Questa voce raccoglie le informazioni riguardanti la Juventus Football Club nelle competizioni ufficiali della stagione 2009-2010.

## Stagione
(Ciro Ferrara, 2 giugno 2010)

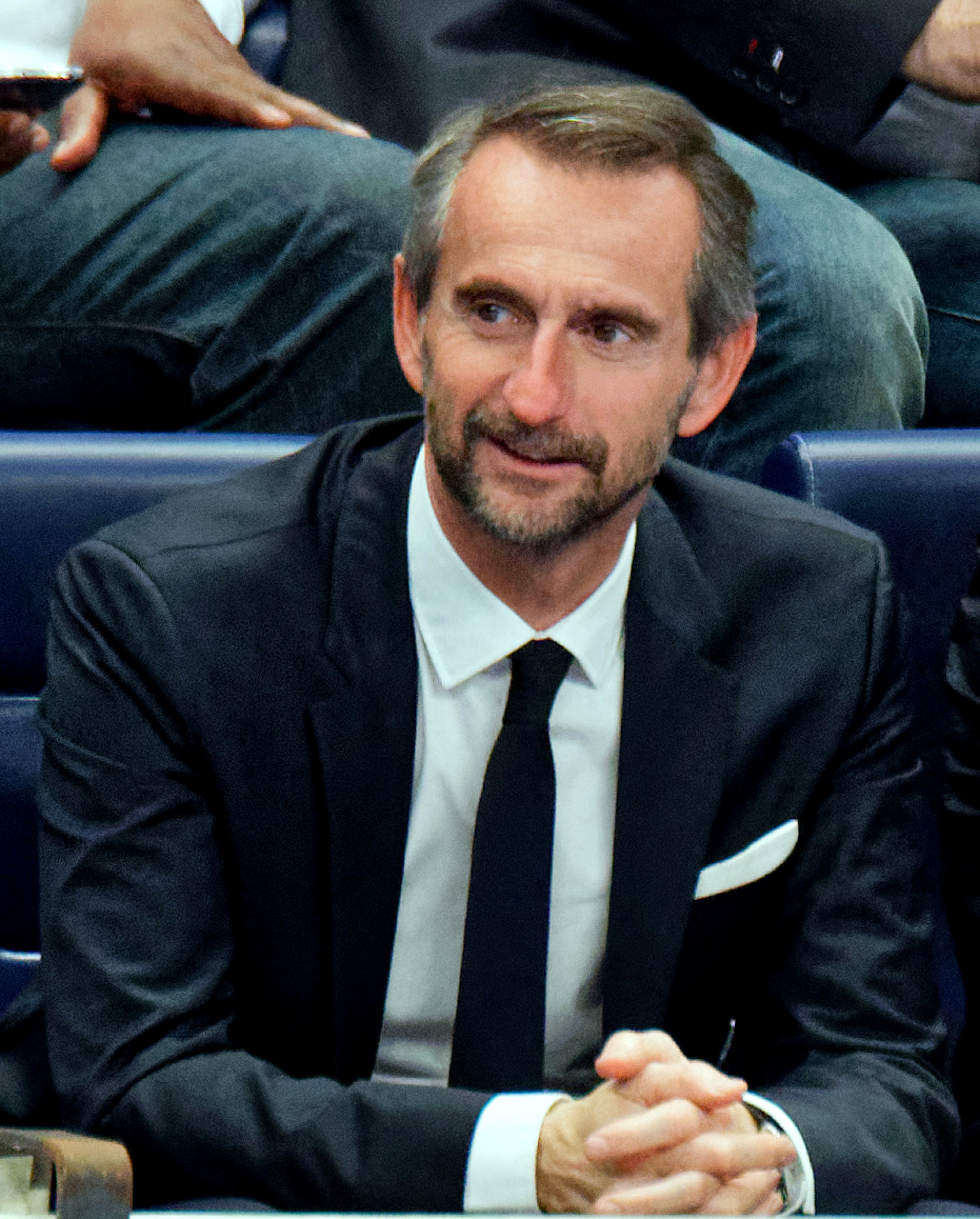
Con la nomina del francese Jean-Claude Blanc, in questa stagione la Juventus torna ad avere un presidente non italiano dopo l'unico precedente dello svizzero Dick (1904-06).

Confermato in panchina Ciro Ferrara, traghettatore nelle ultime gare del precedente campionato, la Juventus procedette nell'estate 2009 a vari acquisti: si puntò soprattutto sui brasiliani Felipe Melo e Diego, oltre a riportare in Italia i campioni del mondo Cannavaro e Grosso. In campionato vinse le prime due gare, ritrovandosi in testa il 30 agosto. Ancora al comando dopo quattro giornate, nella quinta compì il primo passo a vuoto pareggiando col Genoa; un nuovo pari la domenica successiva, stavolta con il Bologna, le costò il sorpasso sulla Sampdoria. Dopo aver strappato uno 0-0 sul campo del Bayern Monaco in Champions League, subì a Palermo la prima sconfitta stagionale.
Le prestazioni altalenanti in campionato relegarono i bianconeri ai margini della lotta per lo scudetto, ma anche l'avventura europea risultò fallimentare: perdendo 4-1 nel ritorno all'Olimpico con i tedeschi, chiuse il girone al terzo posto venendo ripescata in Europa League. Frattanto terminò il girone di andata con sei sconfitte, due delle quali a Torino contro Catania e Milan: etnei e rossoneri non vincevano in casa bianconera, rispettivamente, dal 1963 e dal 2004. L'eliminazione in Coppa Italia a opera dell'Inter, e arrivata a corollario di una serie negativa, comportò l'esonero del tecnico partenopeo: a fine gennaio gli subentrò Alberto Zaccheroni.
L'allenatore cesenate riportò la squadra a vincere in campionato dopo cinque giornate, superando anche i sedicesimi di Europa League contro l'Ajax. Nel successivo turno continentale, tuttavia, la formazione venne clamorosamente eliminata dall'outsider Fulham, subendo un pesante 4-1 nel retour match al Craven Cottage – passato agli annali come una delle peggiori débâcle nella storia europea juventina –: quest'ultimo obiettivo fallito in stagione portò alle pesanti proteste della tifoseria (tra gli altri, Zebina ricevette una sberla da un tifoso) e al silenzio stampa, durato una settimana.
Le cose proseguirono negativamente in campionato, con la squadra che tra marzo e aprile perse tre volte in quattro partite (contro Sampdoria, Napoli e Udinese) allontanandosi definitivamente dal quarto posto, l'ultimo utile per la zona Champions. La posizione finale in classifica, determinata da un'altra sconfitta con il Milan (che non batteva i bianconeri in entrambe le sfide di campionato dall'annata 1990-91), fu un deludente settimo posto che comunque consentì, per il rotto della cuffia, l'accesso ai preliminari dell'Europa League 2010-11: la qualificazione arrivò solo grazie al fatto che Inter e Roma, finaliste di Coppa Italia, avevano già ottenuto l'ammissione alla Champions League liberando quindi uno slot per la seconda competizione continentale.

## Divise e sponsor
Lo sponsor tecnico per la stagione 2009-2010 è Nike, mentre lo sponsor ufficiale è New Holland.
| Casa | Trasferta | Terza divisa |

Per questa stagione, la Juventus ha deciso di presentare la classica prima maglia a strisce bianconere, ma più strette rispetto agli anni precedenti. La seconda maglia è color acciaio, ulteriormente contraddistinta da una sbarra bianconera. Come terza maglia, invece, è stata riutilizzata la divisa color oro già vista nella stagione precedente, con la variante dei calzoncini bianchi.
| 1ª portiere | 2ª portiere | 3ª portiere | 4ª portiere |

## Società
Area direttiva
- Presidente: Giovanni Cobolli Gigli, poi Jean-Claude Blanc (dal 27 ottobre)
- Presidenti onorari: Giampiero Boniperti e Franzo Grande Stevens
- Amministratore delegato e direttore generale: Jean-Claude Blanc
- Vicedirettore generale: Roberto Bettega[33] (dal 23 dicembre)
- Amministratori: Carlo Barel Di Sant'Albano, Aldo Mazzia, Gian Paolo Montali (fino al 27 ottobre), Riccardo Montanaro, Marzio Saà, Camillo Venesio, Khaled Fared Zentuti (dal 27 ottobre)
- Direttore pianificazione, controllo e progetti speciali: Stefano Bertola
- Direttore amministrazione e finanza: Michele Bergero
- Direttore risorse umane: Alessandro Sorbone
- Responsabile gestione e controllo investimenti immobiliari: Riccardo Abrate

Area organizzativa
- Segretario sportivo: Francesco Gianello
- Team manager: Daniele Boaglio

Area comunicazione
- Direttore comunicazione: Giuseppe Gattino
- Responsabile information technology: Claudio Leonardi
- Addetti stampa senior: Marco Girotto
- Addetti stampa e editoria: Fabio Ellena e Gabriella Ravizzotti
- Responsabile contenuti editoriali: Enrica Tarchi
- Comunicazione corporate: Stefano Coscia

Area marketing
- Direttore commerciale: Marco Fassone
- Responsabile marketing: Alessandro Sandiano
- Responsabile Juventus Merchandising: Laurent Boquillet

Area tecnica
- Direttore sportivo: Alessio Secco
- Responsabile osservatori: Renzo Castagnini
- Coordinatore osservatori: Mauro Sandreani
- Allenatore: Ciro Ferrara, poi Alberto Zaccheroni (dal 29 gennaio)
- Allenatore in seconda: Massimiliano Maddaloni, poi Stefano Agresti (dal 29 gennaio)
- Assistente tecnico: Adolfo Sormani (fino al 29 gennaio)
- Coordinatore preparatori atletici: Massimo Neri, poi Eugenio Albarella (dal 29 gennaio)
- Preparatori atletici: Claudio Gaudino e Andrea Scanavino
- Preparatore dei portieri: Michelangelo Rampulla, poi Alessandro Nista (dal 29 gennaio)

Area sanitaria
- Responsabile settore medico: dott. Bartolomeo Goitre
- Medico sociale: dott. Luca Stefanini
- Fisioterapisti: Aldo Esposito e Luigi Pochettino
- Massofisioterapisti: Mauro Caudana, Dario Garbiero e Franco Giacometto
- Osteopata: Francois Teissedre Dalou

## Rosa
| N. |                                 | Ruolo | Calciatore                       |
| -- | ------------------------------- | ----- | -------------------------------- |
| 1  | Italia (bandiera)               | P     | Gianluigi Buffon (vice capitano) |
| 2  | Uruguay (bandiera)              | D     | Martín Cáceres                   |
| 3  | Italia (bandiera)               | D     | Giorgio Chiellini                |
| 4  | Brasile (bandiera)              | C     | Felipe Melo                      |
| 5  | Italia (bandiera)               | D     | Fabio Cannavaro                  |
| 6  | Italia (bandiera)               | D     | Fabio Grosso                     |
| 7  | Bosnia ed Erzegovina (bandiera) | C     | Hasan Salihamidžić               |
| 8  | Italia (bandiera)               | C     | Claudio Marchisio                |
| 9  | Italia (bandiera)               | A     | Vincenzo Iaquinta                |
| 10 | Italia (bandiera)               | A     | Alessandro Del Piero (capitano)  |
| 11 | Brasile (bandiera)              | A     | Amauri                           |
| 12 | Italia (bandiera)               | P     | Antonio Chimenti                 |
| 13 | Austria (bandiera)              | P     | Alexander Manninger              |
| 15 | Francia (bandiera)              | D     | Jonathan Zebina                  |
| 16 | Italia (bandiera)               | C     | Mauro Germán Camoranesi          |
| 17 | Francia (bandiera)              | A     | David Trezeguet                  |

| N. |                       | Ruolo | Calciatore          |
| -- | --------------------- | ----- | ------------------- |
| 18 | Danimarca (bandiera)  | C     | Christian Poulsen   |
| 19 | Italia (bandiera)     | D     | Cristian Molinaro   |
| 20 | Italia (bandiera)     | A     | Sebastian Giovinco  |
| 21 | Rep. Ceca (bandiera)  | D     | Zdeněk Grygera      |
| 22 | Mali (bandiera)       | C     | Mohamed Sissoko     |
| 23 | Italia (bandiera)     | D     | Lorenzo Ariaudo     |
| 26 | Italia (bandiera)     | C     | Antonio Candreva    |
| 27 | Italia (bandiera)     | A     | Michele Paolucci    |
| 28 | Brasile (bandiera)    | C     | Diego               |
| 29 | Italia (bandiera)     | D     | Paolo De Ceglie     |
| 30 | Portogallo (bandiera) | C     | Tiago               |
| 33 | Italia (bandiera)     | D     | Nicola Legrottaglie |
| 36 | Italia (bandiera)     | C     | Manuel Giandonato   |
| 39 | Italia (bandiera)     | C     | Luca Marrone        |
| 40 | Italia (bandiera)     | A     | Ciro Immobile       |

## Calciomercato
Dati aggiornati al 30 giugno 2009.
Per la stagione 2009-2010 la Juventus acquista il difensore Fabio Cannavaro, che torna in bianconero dopo tre anni, i centrocampisti brasiliani Diego e Felipe Melo, rispettivamente dal Werder Brema e dalla Fiorentina, il difensore uruguaiano Martín Cáceres in prestito dal Barcellona e il terzino sinistro Fabio Grosso dal Lione. Come allenatore è confermato Ciro Ferrara. Tra le partenze sono da segnalare quella di Olof Mellberg, ceduto all'Olympiakos, di Cristiano Zanetti e Marco Marchionni alla Fiorentina e di Pavel Nedvěd, che decide di terminare la carriera calcistica.

### Sessione estiva(dal 1º/7 al 1º/9)
| Acquisti         | Acquisti                | Acquisti        | Acquisti                         |
| R.               | Nome                    | da              | Modalità                         |
| ---------------- | ----------------------- | --------------- | -------------------------------- |
| D                | Martín Cáceres          | Barcellona      | prestito con diritto di riscatto |
| D                | Fabio Cannavaro         | Real Madrid     | svincolato                       |
| D                | Fabio Grosso            | Olympique Lione | definitivo                       |
| C                | Sergio Bernardo Almirón | Fiorentina      | fine prestito                    |
| C                | Diego                   | Werder Brema    | definitivo (24,5 milioni €)      |
| C                | Felipe Melo             | Fiorentina      | definitivo (25 milioni €)        |
| A                | Michele Paolucci        | Udinese         | riscatto compartecipazione       |
| Altre operazioni |                         |                 |                                  |
| R.               | Nome                    | da              | Modalità                         |
| P                | Mario Kirev             | Grasshoppers    | fine prestito                    |

| Cessioni         | Cessioni                | Cessioni   | Cessioni                          |
| R.               | Nome                    | a          | Modalità                          |
| ---------------- | ----------------------- | ---------- | --------------------------------- |
| D                | Domenico Criscito       | Genoa      | compartecipazione (5,5 milioni €) |
| D                | Dario Knežević          | Livorno    | fine prestito                     |
| D                | Olof Mellberg           | Olympiacos | definitivo (2,5 milioni €)        |
| C                | Sergio Bernardo Almirón | Bari       | prestito                          |
| C                | Raffaele Bianco         | Modena     | prestito                          |
| C                | Luca Castiglia          | Cesena     | prestito                          |
| C                | Albin Ekdal             | Siena      | prestito                          |
| C                | Marco Marchionni        | Fiorentina | definitivo (4,5 milioni €)        |
| C                | Pavel Nedvěd            |            | fine carriera                     |
| C                | Cristiano Zanetti       | Fiorentina | definitivo (2 milioni €)          |
| A                | Tomás Guzmán            | Piacenza   | risoluzione compartecipazione     |
| A                | Michele Paolucci        | Siena      | compartecipazione (3,3 milioni €) |
| A                | Cristian Pasquato       | Empoli     | prestito                          |
| A                | Rey Volpato             | Bari       | risoluzione compartecipazione     |
| Altre operazioni |                         |            |                                   |
| R.               | Nome                    | a          | Modalità                          |
| P                | Andrea Pozzato          | Canavese   | rinnovo compartecipazione         |
| D                | Lorenzo Del Prete       | Siena      | risoluzione compartecipazione     |
| D                | Andrea Pisani           | Cittadella | prestito                          |
| C                | Matteo Cavagna          | Ravenna    | risoluzione compartecipazione     |
| C                | Iago Falque             | Bari       | prestito                          |
| A                | Ayub Daud               | Crotone    | prestito                          |

### Sessione invernale(dal 7/1 al 1º/2)
| Acquisti         | Acquisti           | Acquisti | Acquisti                         |
| R.               | Nome               | da       | Modalità                         |
| ---------------- | ------------------ | -------- | -------------------------------- |
| C                | Antonio Candreva   | Udinese  | prestito con diritto di riscatto |
| C                | Luca Castiglia     | Cesena   | fine prestito                    |
| A                | Michele Paolucci   | Siena    | prestito                         |
| A                | Cristian Pasquato  | Empoli   | fine prestito                    |
| Altre operazioni |                    |          |                                  |
| R.               | Nome               | da       | Modalità                         |
| C                | Iago Falque        | Bari     | fine prestito                    |
| A                | Ayub Daud          | Crotone  | fine prestito                    |
| A                | Manuel Fischnaller | Südtirol | prestito con diritto di riscatto |

| Cessioni         | Cessioni          | Cessioni        | Cessioni                         |
| R.               | Nome              | a               | Modalità                         |
| ---------------- | ----------------- | --------------- | -------------------------------- |
| D                | Lorenzo Ariaudo   | Cagliari        | prestito con diritto di riscatto |
| D                | Cristian Molinaro | Stoccarda       | prestito con diritto di riscatto |
| C                | Luca Castiglia    | Reggiana        | prestito con diritto di riscatto |
| C                | Tiago             | Atlético Madrid | prestito con diritto di riscatto |
| A                | Cristian Pasquato | Triestina       | prestito con diritto di riscatto |
| Altre operazioni |                   |                 |                                  |
| R.               | Nome              | a               | Modalità                         |
| P                | Mario Kirev       | Thun            | prestito                         |
| A                | Ayub Daud         | Lumezzane       | prestito con diritto di riscatto |

## Risultati

### Serie A

#### Girone di andata
| Arbitro: | Gava (Conegliano) |

|              |           |  |
| Iaquinta 12’ | Marcatori |  |

| Arbitro: | Rocchi (Firenze) |

|              |           |                           |
| De Rossi 35’ | Marcatori | 25’, 68’ Diego 90+3’ Melo |

| Arbitro: | Gervasoni (Mantova) |

|  |           |                             |
|  | Marcatori | 72’ Cáceres 90+4’ Trezeguet |

| Arbitro: | Pierpaoli (Firenze) |

|                           |           |  |
| Iaquinta 8’ Marchisio 30’ | Marcatori |  |

| Arbitro: | Saccani (Mantova) |

|                      |           |                           |
| Mesto 31’ Crespo 75’ | Marcatori | 6’ Iaquinta 86’ Trezeguet |

| Arbitro: | Russo (Nola) |

|               |           |                |
| Trezeguet 25’ | Marcatori | 90+3’ Adaílton |

| Arbitro: | Orsato (Schio) |

|                          |           |  |
| Cavani 37’ Simplício 42’ | Marcatori |  |

| Arbitro: | Rizzoli (Bologna) |

|            |           |           |
| Amauri 19’ | Marcatori | 5’ Vargas |

| Arbitro: | Tagliavento (Terni) |

|  |           |            |
|  | Marcatori | 72’ Amauri |

| Arbitro: | Rocchi (Firenze) |

|                                                            |           |             |
| Amauri 26’, 62’ Chiellini 42’ Camoranesi 50’ Trezeguet 88’ | Marcatori | 64’ Pazzini |

| Arbitro: | Damato (Barletta) |

|                            |           |                            |
| Trezeguet 35’ Giovinco 54’ | Marcatori | 59’, 81’ Hamšík 64’ Dátolo |

| Arbitro: | Morganti (Ascoli Piceno) |

|                         |           |                                                      |
| Valdés 51’ Ceravolo 71’ | Marcatori | 36’, 37’ Camoranesi 55’ Melo 84’ Diego 87’ Trezeguet |

| Arbitro: | Brighi (Cesena) |

|            |           |  |
| Grosso 51’ | Marcatori |  |

| Arbitro: | De Marco (Chiavari) |

|                    |           |  |
| Nenê 30’ Matri 89’ | Marcatori |  |

| Arbitro: | Saccani (Mantova) |

|                             |           |           |
| Chiellini 20’ Marchisio 58’ | Marcatori | 26’ Eto'o |

| Arbitro: | Tagliavento (Terni) |

|                                              |           |               |
| Meggiorini 7’ Barreto 44’ (rig.) Almirón 81’ | Marcatori | 23’ Trezeguet |

| Arbitro: | Pierpaoli (Firenze) |

|                  |           |                              |
| Salihamidžić 66’ | Marcatori | 23’ (rig.) Martínez 87’ Izco |

| Arbitro: | Rizzoli (Bologna) |

|             |           |                                       |
| Amoruso 26’ | Marcatori | 4’ Salihamidžić 38’ (aut.) Castellini |

| Arbitro: | Damato (Barletta) |

|  |           |                               |
|  | Marcatori | 29’ Nesta 72’, 88’ Ronaldinho |

#### Girone di ritorno
| Arbitro: | Valeri (Roma) |

|           |           |  |
| Sardo 33’ | Marcatori |  |

| Arbitro: | Tagliavento (Terni) |

|               |           |                              |
| Del Piero 51’ | Marcatori | 68’ (rig.) Totti 90+3’ Riise |

| Arbitro: | Saccani (Mantova) |

|                      |           |           |
| Del Piero 70’ (rig.) | Marcatori | 79’ Mauri |

| Arbitro: | Brighi (Cesena) |

|               |           |                  |
| Filippini 26’ | Marcatori | 42’ Legrottaglie |

| Arbitro: | Mazzoleni (Bergamo) |

|                                      |           |                   |
| Amauri 42’ Del Piero 61’, 78’ (rig.) | Marcatori | 16’, 63’ M. Rossi |

| Arbitro: | Banti (Livorno) |

|           |           |                       |
| Buscè 50’ | Marcatori | 4’ Diego 66’ Candreva |

| Arbitro: | Valeri (Roma) |

|  |           |                       |
|  | Marcatori | 60’ Miccoli 81’ Budan |

| Arbitro: | Damato (Barletta) |

|                |           |                     |
| Marchionni 32’ | Marcatori | 2’ Diego 68’ Grosso |

| Arbitro: | Russo (Nola) |

|                               |           |                                       |
| Del Piero 2’, 7’ Candreva 10’ | Marcatori | 16’ Maccarone 46’, 73’ (rig.) Ghezzal |

| Arbitro: | Tagliavento (Terni) |

|             |           |  |
| Cassano 77’ | Marcatori |  |

| Arbitro: | Rizzoli (Bologna) |

|                                         |           |              |
| Hamšík 51’ Quagliarella 72’ Lavezzi 88’ | Marcatori | 7’ Chiellini |

| Arbitro: | Gervasoni (Mantova) |

|                        |           |               |
| Del Piero 30’ Melo 82’ | Marcatori | 45+1’ Amoruso |

| Arbitro: | Rocchi (Firenze) |

|                                   |           |  |
| Sánchez 9’ Pepe 64’ Di Natale 76’ | Marcatori |  |

| Arbitro: | Valeri (Roma) |

|               |           |  |
| Chiellini 35’ | Marcatori |  |

| Arbitro: | Damato (Barletta) |

|                        |           |  |
| Maicon 75’ Eto'o 90+2’ | Marcatori |  |

| Arbitro: | Gervasoni (Mantova) |

|                                        |           |  |
| Iaquinta 53’, 87’ Del Piero 69’ (rig.) | Marcatori |  |

| Arbitro: | Orsato (Schio) |

|               |           |               |
| Silvestre 24’ | Marcatori | 52’ Marchisio |

| Arbitro: | Romeo (Verona) |

|                              |           |                                 |
| Del Piero 15’ Iaquinta 90+3’ | Marcatori | 20’, 35’ Lanzafame 85’ Biabiany |

| Arbitro: | Trefoloni (Siena) |

|                                  |           |  |
| Antonini 14’ Ronaldinho 28’, 67’ | Marcatori |  |

### Coppa Italia

#### Fase finale
| Arbitro: | Romeo (Verona) |

|                                     |           |  |
| Diego 24’ Del Piero 77’, 82’ (rig.) | Marcatori |  |

| Arbitro: | Damato (Barletta) |

|                         |           |           |
| Lúcio 71’ Balotelli 89’ | Marcatori | 10’ Diego |

### UEFA Champions League

#### Fase a gironi
| Arbitro: | Øvrebø |

|              |           |            |
| Iaquinta 63’ | Marcatori | 75’ Plašil |

| Monaco di Baviera 30 settembre 2009, ore 20:45 CEST 2ª giornata | Bayern Monaco | 0 – 0 referto | Juventus | Fußball Arena München (ca 66 000 spett.)\| Arbitro: \| Webb \| |
| Arbitro:                                                        | Webb          |               |          |                                                                |

| Arbitro: | Benquerença |

|               |           |  |
| Chiellini 47’ | Marcatori |  |

| Arbitro: | Hauge |

|  |           |                  |
|  | Marcatori | 45+2’ Camoranesi |

| Arbitro: | González |

|                            |           |  |
| Fernando 54’ Chamakh 90+4’ | Marcatori |  |

| Arbitro: | Busacca |

|               |           |                                                   |
| Trezeguet 19’ | Marcatori | 30’ (rig.) Butt 52’ Olić 83’ Gómez 90+2’ Tymoščuk |

### UEFA Europa League

#### Fase a eliminazione diretta
| Arbitro: | Bebek |

|               |           |                 |
| Sulejmani 17’ | Marcatori | 32’, 58’ Amauri |

| Torino 25 febbraio 2010, ore 21:05 CET Sedicesimi di finale - Ritorno | Juventus | 0 – 0 referto | Ajax | Stadio Olimpico (16 441 spett.)\| Arbitro: \| Duhamel \| |
| Arbitro:                                                              | Duhamel  |               |      |                                                          |

| Arbitro: | Meyer |

|                                               |           |           |
| Legrottaglie 9’ Zebina 25’ Salihamidžić 45+3’ | Marcatori | 36’ Etuhu |

| Arbitro: | Kuipers |

|                                            |           |              |
| Zamora 9’ Gera 39’, 48’ (rig.) Dempsey 82’ | Marcatori | 2’ Trezeguet |

## Statistiche

### Statistiche di squadra
| Competizione          | Punti | In casa | In casa | In casa | In casa | In casa | In casa | In trasferta | In trasferta | In trasferta | In trasferta | In trasferta | In trasferta | Totale | Totale | Totale | Totale | Totale | Totale | DR |
| Competizione          | Punti | G       | V       | N       | P       | Gf      | Gs      | G            | V            | N            | P            | Gf           | Gs           | G      | V      | N      | P      | Gf     | Gs     | DR |
| --------------------- | ----- | ------- | ------- | ------- | ------- | ------- | ------- | ------------ | ------------ | ------------ | ------------ | ------------ | ------------ | ------ | ------ | ------ | ------ | ------ | ------ | -- |
| Serie A               | 55    | 19      | 9       | 4       | 6       | 32      | 26      | 19           | 7            | 3            | 9            | 23           | 30           | 38     | 16     | 7      | 15     | 55     | 56     | -1 |
| Coppa Italia          | -     | 1       | 1       | 0       | 0       | 3       | 0       | 1            | 0            | 0            | 1            | 1            | 2            | 2      | 1      | 0      | 1      | 4      | 2      | +2 |
| UEFA Champions League | -     | 3       | 1       | 1       | 1       | 3       | 5       | 3            | 1            | 1            | 1            | 1            | 2            | 6      | 2      | 2      | 2      | 4      | 7      | -3 |
| UEFA Europa League    | -     | 2       | 1       | 1       | 0       | 3       | 1       | 2            | 1            | 0            | 1            | 3            | 5            | 4      | 2      | 1      | 1      | 6      | 6      | 0  |
| Totale                | -     | 25      | 12      | 6       | 7       | 41      | 32      | 25           | 9            | 4            | 12           | 28           | 39           | 50     | 21     | 10     | 19     | 69     | 71     | -2 |

### Andamento in campionato
| Giornata  | 1 | 2 | 3 | 4 | 5 | 6 | 7 | 8 | 9 | 10 | 11 | 12 | 13 | 14 | 15 | 16 | 17 | 18 | 19 | 20 | 21 | 22 | 23 | 24 | 25 | 26 | 27 | 28 | 29 | 30 | 31 | 32 | 33 | 34 | 35 | 36 | 37 | 38 |
| --------- | - | - | - | - | - | - | - | - | - | -- | -- | -- | -- | -- | -- | -- | -- | -- | -- | -- | -- | -- | -- | -- | -- | -- | -- | -- | -- | -- | -- | -- | -- | -- | -- | -- | -- | -- |
| Luogo     | C | T | T | C | T | C | T | C | T | C  | C  | T  | C  | T  | C  | T  | C  | T  | C  | T  | C  | C  | T  | C  | T  | C  | T  | C  | T  | T  | C  | T  | C  | T  | C  | T  | C  | T  |
| Risultato | V | V | V | V | N | N | P | N | V | V  | P  | V  | V  | P  | V  | P  | P  | V  | P  | P  | P  | N  | N  | V  | V  | P  | V  | N  | P  | P  | V  | P  | V  | P  | V  | N  | P  | P  |
| Posizione | 5 | 2 | 2 | 2 | 2 | 2 | 3 | 3 | 3 | 2  | 2  | 2  | 2  | 3  | 3  | 3  | 3  | 3  | 3  | 5  | 6  | 5  | 7  | 6  | 4  | 5  | 5  | 5  | 6  | 7  | 6  | 7  | 6  | 7  | 6  | 7  | 7  | 7  |

Legenda:

Luogo: C = Casa; T = Trasferta. Risultato: V = Vittoria; N = Pareggio; P = Sconfitta.

### Statistiche dei giocatori
| Giocatore       | Serie A  | Serie A | Serie A     | Serie A    | Coppa Italia | Coppa Italia | Coppa Italia | Coppa Italia | Champions League | Champions League | Champions League | Champions League | Europa League | Europa League | Europa League | Europa League | Totale   | Totale | Totale      | Totale     |
| Giocatore       | Presenze | Reti    | Ammonizioni | Espulsioni | Presenze     | Reti         | Ammonizioni  | Espulsioni   | Presenze         | Reti             | Ammonizioni      | Espulsioni       | Presenze      | Reti          | Ammonizioni   | Espulsioni    | Presenze | Reti   | Ammonizioni | Espulsioni |
| --------------- | -------- | ------- | ----------- | ---------- | ------------ | ------------ | ------------ | ------------ | ---------------- | ---------------- | ---------------- | ---------------- | ------------- | ------------- | ------------- | ------------- | -------- | ------ | ----------- | ---------- |
| Amauri          | 30       | 5       | 5           | 1          | 2            | 0            | 0            | 0            | 6                | 0                | 0                | 0                | 2             | 2             | 0             | 0             | 40       | 7      | 5           | 1          |
| L. Ariaudo      | 0        | 0       | 0           | 0          | 0            | 0            | 0            | 0            | 0                | 0                | 0                | 0                | 0             | 0             | 0             | 0             | 0        | 0      | 0           | 0          |
| G. Buffon       | 27       | -33     | 0           | 1          | 1            | -2           | 0            | 0            | 6                | -7               | 0                | 0                | 1             | -1            | 0             | 0             | 35       | -43    | 0           | 1          |
| M. Cáceres      | 15       | 1       | 2           | 1          | 1            | 0            | 0            | 0            | 5                | 0                | 1                | 0                | 0             | 0             | 0             | 0             | 21       | 1      | 3           | 1          |
| M. Camoranesi   | 24       | 3       | 5           | 0          | 0            | 0            | 0            | 0            | 6                | 1                | 2                | 0                | 3             | 0             | 1             | 0             | 33       | 4      | 8           | 0          |
| A. Candreva     | 16       | 2       | 2           | 0          | 1            | 0            | 0            | 0            | 0                | 0                | 0                | 0                | 3             | 0             | 0             | 0             | 20       | 2      | 2           | 0          |
| F. Cannavaro    | 27       | 0       | 6           | 0          | 1            | 0            | 1            | 0            | 3                | 0                | 0                | 0                | 2             | 0             | 0             | 1             | 33       | 0      | 7           | 1          |
| G. Chiellini    | 32       | 4       | 3           | 0          | 2            | 0            | 1            | 0            | 4                | 1                | 0                | 0                | 2             | 0             | 0             | 0             | 40       | 5      | 4           | 0          |
| A. Chimenti     | 2        | -4      | 0           | 0          | 0            | 0            | 0            | 0            | 0                | 0                | 0                | 0                | 1             | -4            | 0             | 0             | 3        | -8     | 0           | 0          |
| P. De Ceglie    | 25       | 0       | 2           | 0          | 2            | 0            | 1            | 0            | 1                | 0                | 0                | 0                | 3             | 0             | 0             | 0             | 31       | 0      | 3           | 0          |
| A. Del Piero    | 24       | 9       | 3           | 0          | 1            | 2            | 0            | 0            | 2                | 0                | 0                | 0                | 3             | 0             | 0             | 0             | 30       | 11     | 3           | 0          |
| Diego           | 33       | 5       | 3           | 0          | 2            | 2            | 0            | 0            | 5                | 0                | 0                | 0                | 4             | 0             | 2             | 0             | 44       | 7      | 5           | 0          |
| Felipe Melo     | 29       | 3       | 8           | 2          | 2            | 0            | 1            | 0            | 6                | 0                | 2                | 0                | 3             | 0             | 2             | 0             | 40       | 3      | 13          | 2          |
| M. Giandonato   | 1        | 0       | 0           | 0          | 0            | 0            | 0            | 0            | 0                | 0                | 0                | 0                | 0             | 0             | 0             | 0             | 1        | 0      | 0           | 0          |
| S. Giovinco     | 15       | 1       | 1           | 0          | 0            | 0            | 0            | 0            | 4                | 0                | 1                | 0                | 0             | 0             | 0             | 0             | 19       | 1      | 2           | 0          |
| F. Grosso       | 26       | 2       | 6           | 0          | 2            | 0            | 0            | 0            | 6                | 0                | 0                | 0                | 2             | 0             | 0             | 0             | 36       | 2      | 6           | 0          |
| Z. Grygera      | 18       | 0       | 4           | 0          | 2            | 0            | 0            | 0            | 1                | 0                | 0                | 0                | 3             | 0             | 0             | 0             | 24       | 0      | 4           | 0          |
| V. Iaquinta     | 15       | 6       | 2           | 0          | 0            | 0            | 0            | 0            | 2                | 1                | 0                | 0                | 1             | 0             | 0             | 0             | 18       | 7      | 2           | 0          |
| C. Immobile     | 2        | 0       | 0           | 0          | 1            | 0            | 0            | 0            | 1                | 0                | 0                | 0                | 0             | 0             | 0             | 0             | 4        | 0      | 0           | 0          |
| N. Legrottaglie | 19       | 1       | 4           | 0          | 1            | 0            | 0            | 0            | 5                | 0                | 1                | 0                | 3             | 1             | 2             | 0             | 28       | 2      | 7           | 0          |
| A. Manninger    | 11       | -19     | 0           | 0          | 1            | 0            | 0            | 0            | 0                | 0                | 0                | 0                | 2             | -1            | 0             | 0             | 14       | -20    | 0           | 0          |
| C. Marchisio    | 28       | 3       | 7           | 0          | 0            | 0            | 0            | 0            | 4                | 0                | 1                | 0                | 3             | 0             | 1             | 0             | 35       | 3      | 9           | 0          |
| L. Marrone      | 2        | 0       | 1           | 0          | 0            | 0            | 0            | 0            | 0                | 0                | 0                | 0                | 0             | 0             | 0             | 0             | 2        | 0      | 1           | 0          |
| C. Molinaro     | 5        | 0       | 0           | 0          | 0            | 0            | 0            | 0            | 0                | 0                | 0                | 0                | 0             | 0             | 0             | 0             | 5        | 0      | 0           | 0          |
| M. Paolucci     | 4        | 0       | 0           | 0          | 1            | 0            | 0            | 0            | 0                | 0                | 0                | 0                | 0             | 0             | 0             | 0             | 5        | 0      | 0           | 0          |
| C. Poulsen      | 25       | 0       | 5           | 0          | 0            | 0            | 0            | 0            | 5                | 0                | 0                | 0                | 1             | 0             | 0             | 0             | 31       | 0      | 5           | 0          |
| H. Salihamidžić | 14       | 2       | 3           | 0          | 1            | 0            | 1            | 0            | 0                | 0                | 0                | 0                | 3             | 0             | 0             | 1             | 18       | 2      | 4           | 1          |
| M. Sissoko      | 17       | 0       | 7           | 1          | 1            | 0            | 0            | 0            | 2                | 0                | 0                | 0                | 4             | 0             | 0             | 0             | 24       | 0      | 7           | 1          |
| Tiago           | 7        | 0       | 3           | 0          | 0            | 0            | 0            | 0            | 3                | 0                | 0                | 0                | 0             | 0             | 0             | 0             | 10       | 0      | 3           | 0          |
| D. Trezeguet    | 19       | 7       | 1           | 0          | 0            | 0            | 0            | 0            | 4                | 1                | 1                | 0                | 4             | 2             | 0             | 0             | 27       | 10     | 2           | 0          |
| J. Zebina       | 16       | 0       | 7           | 0          | 1            | 0            | 0            | 0            | 2                | 0                | 0                | 0                | 3             | 1             | 0             | 1             | 22       | 1      | 7           | 1          |

## Giovanili

### Organigramma
Area sportiva
- Responsabile: Renzo Castagnini
- Responsabile organizzativo: Gianluca Pessotto
- Coordinatore tecnico: Massimo Carrera

Area tecnica
- Responsabile Juventus Soccer Schools: Marco Marchi

### Piazzamenti
- Primavera:
  - Campionato: ottavi di finale
  - Coppa Italia: semifinale
  - Torneo di Viareggio: vincitore